# Onyam
Onyam is een bestuurslaag in het regentschap Tangerang van de provincie Banten, Indonesië. Onyam telt 6199 inwoners (volkstelling 2010).